# هامرشتدت
هامرشتدت (به آلمانی: Hammerstedt) یک شهر در آلمان است که در وایمارر لاند واقع شده‌است. هامرشتدت ۱۷۰ نفر جمعیت دارد.